# Джо Розентал
Вижте пояснителната страница за други личности с името Розентал.
Джоузеф (Джо) Джон Розентал (на английски: Joseph John Rosenthal) е американски фотожурналист.

## Биография
Джо Розентал е роден на 9 октомври 1911 г. във Вашингтон, федерален окръг Колумбия, САЩ. Семейството е на еврейски емигранти от Русия, които са приели католицизма.
Занимава се с любителска фотография. Завършва Университета на Сан Франциско. Започва работа като фотограф на San Francisco Chronicle.
По време на Втората световна война поради лошо зрение не е приет в армията на САЩ. По време на Тихоокеанската кампания срещу Япония е военен кореспондент фотограф, аташиран към морската пехота.
От 19 февруари до 26 март 1945 г. армията на САЩ води боеве за японския остров Иво Джима от архипелага Огасавара. На 23 февруари е издигнат е малък американски държавен флаг в чест на победата. Американското командване решава да го замени с по-голям. Издигнат е от пет морски пехотинци и един санитар от медицинския корпус на флота: Айра Хейс, Майк Странк, Рени Гагнон, Харлън Блок, Франклин Съзли и Джон Брадли. Джо Розентал снима момента на издигането. Тази фотография обикаля световната преса и с нея авторът печели наградата Пулицър.
След войната продължава да работи за San Francisco Chronicle.
Умира на 20 август 2006 г. на 95-годишна възраст в Сан Франциско, Калифорния.